# Рейтсюм
Рейтсюм (нід. Reitsum) — село в нідерландській провінції Фрисландія. Входить до муніципалітету Північно-Східна Фрисландія.
Його площа становить 2,81км², а населення станом на 2021 рік складало 125 осіб.

## Галерея

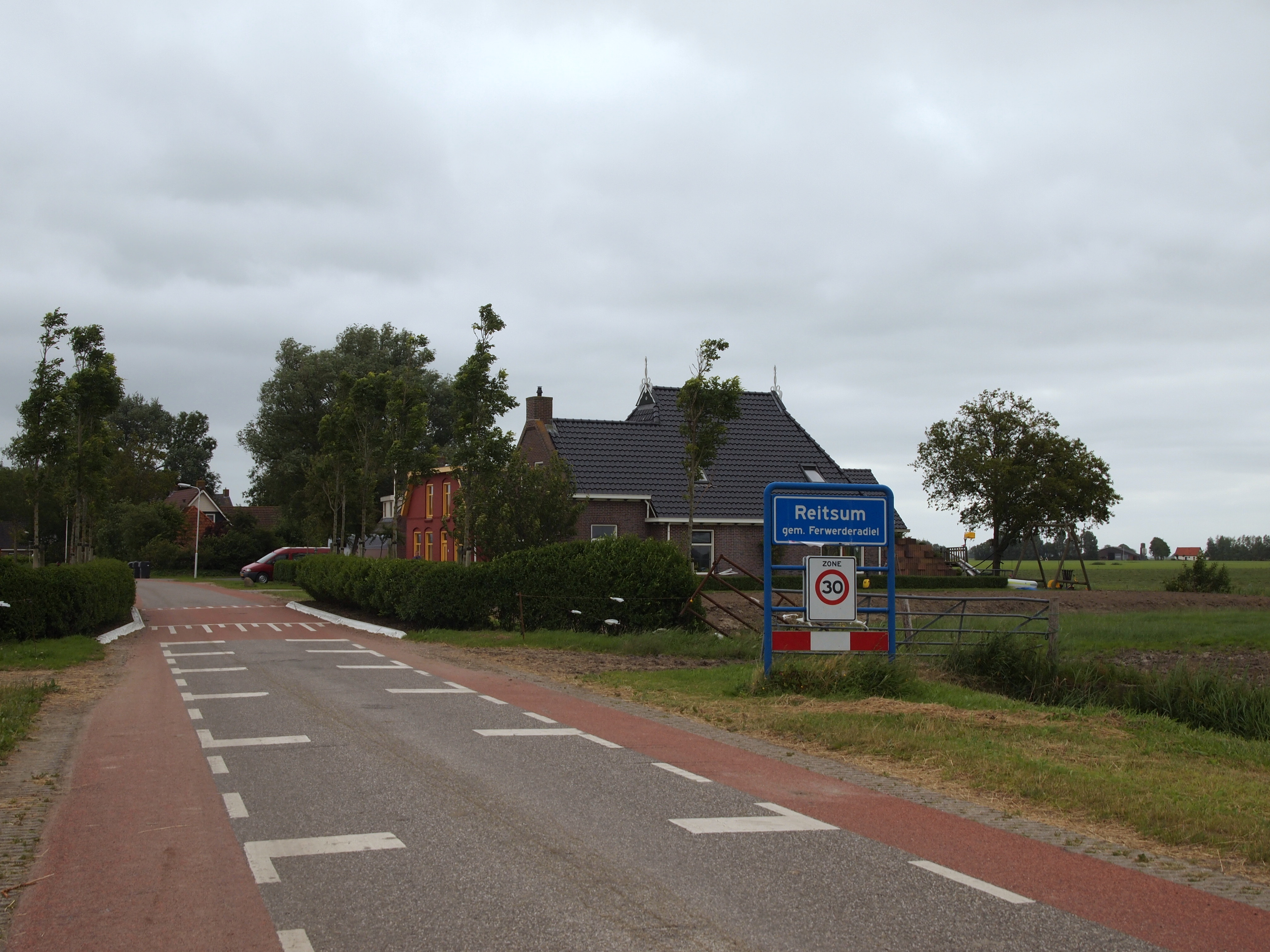
В'їзд до села